# Okayama Yunogo Belle
Maillots
L'Okayama Yunogo Belle est un club japonais de football féminin basé à Mimasaka.
Le club atteint la finale du All Japan Women's Football Championship, la coupe nationale du Japon, en 2007.